# Матюшенко Юрій Єлисейович
Юрій Єлисейович Матюшенко (6 травня 1929, місто Іловайськ, тепер Донецької області — 7 листопада 2004, місто Харків) — український радянський діяч, голова Харківського міськвиконкому. Член ЦК КПУ в 1976—1981 роках.

## Біографія
Закінчив Таганрозький авіаційний технікум.
Освіта вища. У 1955 році закінчив Харківський авіаційний інститут.
У 1955 — вересні 1976 року — технолог, помічник начальника цеху, заступник начальника цеху, заступник начальника виробництва, начальник цеху, секретар партійного комітету КПУ Харківського авіаційного заводу.
Член КПРС з 1958 року.
У вересні 1976 — 1980 року — голова виконавчого комітету Харківської міської ради народних депутатів.
У 1980—1990 роках — голова Харківського міського Комітету народного контролю.
Потім — на пенсії у місті Харкові.

## Нагороди
- два ордени Трудового Червоного Прапора
- медалі
- Почесна грамота Президії Верховної Ради Української РСР